# Tanaka Chinyahara
Tanaka Chinyahara (* 12. Oktober 1995) ist ein simbabwischer Fußballspieler auf der Position eines Mittelfeld- und Abwehrspielers. Seit 2015 spielt er bei Hobro IK in der höchsten dänischen Fußballliga.

## Leben und Karriere
Der am 12. Oktober 1995 geborene Tanaka Chinyahara begann seine aktive Fußballkarriere in seinem Heimatland, wo er unter anderem im Nachwuchsbereich für CAPS United aktiv war und unter Ramond Mundembe auch in deren Juniorenauswahl zum Einsatz kam. Im Alter von 14 Jahren kam Chinyahara nach Südafrika, wo er von 2009 bis 2010 der U-17-Mannschaft des Erstligisten Kaizer Chiefs angehörte. Auch in der Juniorenauswahl der Kaizer Chiefs war der als Mittelfeld- oder Abwehrspieler einsetzbare Chinyahara bereits als 14-Jähriger aktiv. Nachdem die vereinseigene Akademie im Jahre 2010 aufgelöst wurde und er kurzzeitig ohne Perspektive war, schloss er sich in weiter Folge der Nachwuchsabteilung der Bidvest Wits aus Johannesburg an. Unter der Leitung des ehemaligen simbabwischen Internationalen Charles Yohane, der den Großteil seiner aktiven Karriere in Südafrika verbrachte, war er rund fünf Jahre im Nachwuchs aktiv, kam aber auch zu Einsätzen für die Juniorenauswahl und in der Super Diski. Im Dezember 2014 wurde er von dänischen Scouts bei der alljährlich stattfindenden Discovery Walter Sisulu Soccer Challenge in Soweto entdeckt und mit dem dänischen Aufsteigerklub Hobro IK in Verbindung gebracht.
Dort unterschrieb er nach erfolgreichem Probetraining Ende Juli 2015 einen Einjahresvertrag mit der Option eines Profivertrages nach Auslauf des Entwicklungsvertrages. Nachdem er am 3. August 2015 erstmals uneingesetzt auf der Ersatzbank des  dänischen Erstligisten saß und danach zweieinhalb Monate gar nicht im offiziellen Kader war, jedoch zwei Einsätze im dänischen Fußballpokal 2015/16 absolvierte, debütierte er schließlich am 18. Oktober 2015 im Profifußball. Dabei kam er bei einer 1:3-Auswärtsniederlage gegen den FC Kopenhagen in der 62. Spielminute für Mads Jessen auf den Rasen. Nachdem er in den beiden nachfolgenden Ligaspielen uneingesetzt auf der Ersatzbank Platz nahm, war er in weiter Folge nach der Entlassung von Jonas Dal und des ihm nachfolgenden Interimstrainers Lars Justesen unter Ove Pedersen gar nicht mehr im offiziellen Kader des Profiteams. Erst am 19. März 2016 kam Tanaka Chinyahara wieder zu einem Ligaeinsatz, als er bei einer 0:2-Niederlage gegen den Odense BK in der 70. Minute für Jesper Böge eingewechselt wurde und danach abermals nicht dem Profikader angehörte. Nach einer Leihe zum Drittligisten Jammerbugt, für den er 14 Mal zum Einsatz kam, kehrt er zu Hobro zurück, wurde jedoch nicht mehr eingesetzt.
Ab 2019 spielte er wieder in Afrika, in der südafrikanischen und sambischen Liga sowie in Eswatini.
Chinyahara spielte drei Mal für die simbabwische Fußballnationalmannschaft eingesetzt.